# 罗斯莱尔港
罗斯莱尔港是位于爱尔兰东南部圣乔治海峡畔的一座现代化港口，主要提供往来爱尔兰和威尔士及法国之间的客运和货运服务。
罗斯莱尔港由爱尔兰铁路公司运营。